# 龍馬山駅

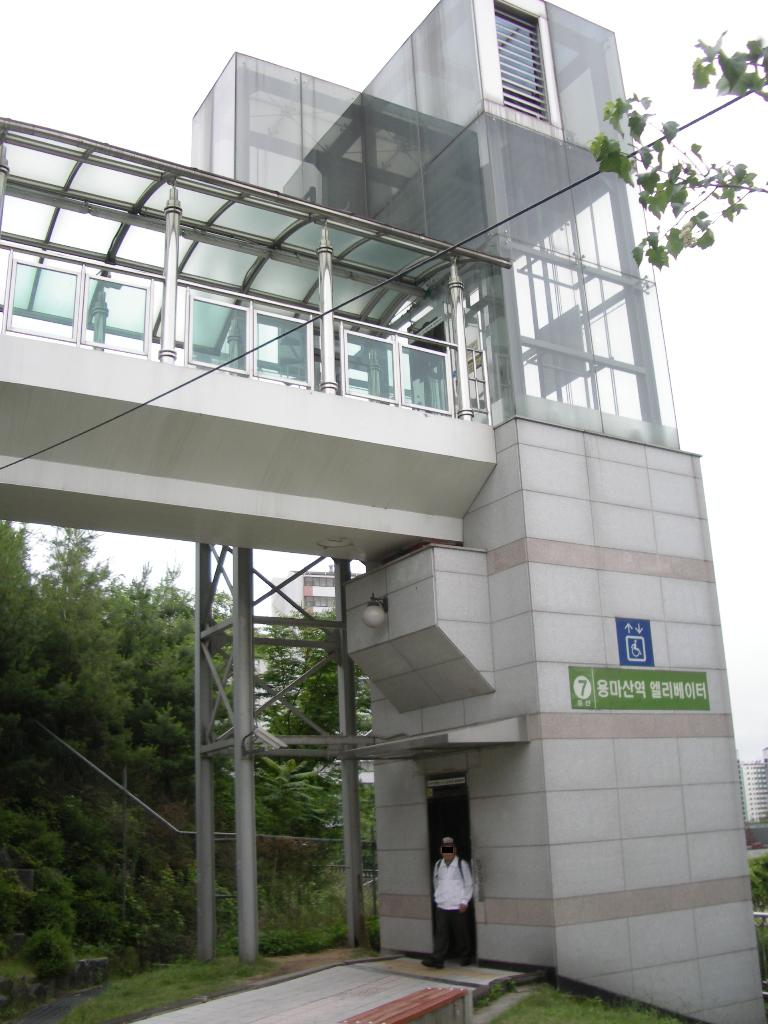
地上連絡用エレベーター（2008年撮影）

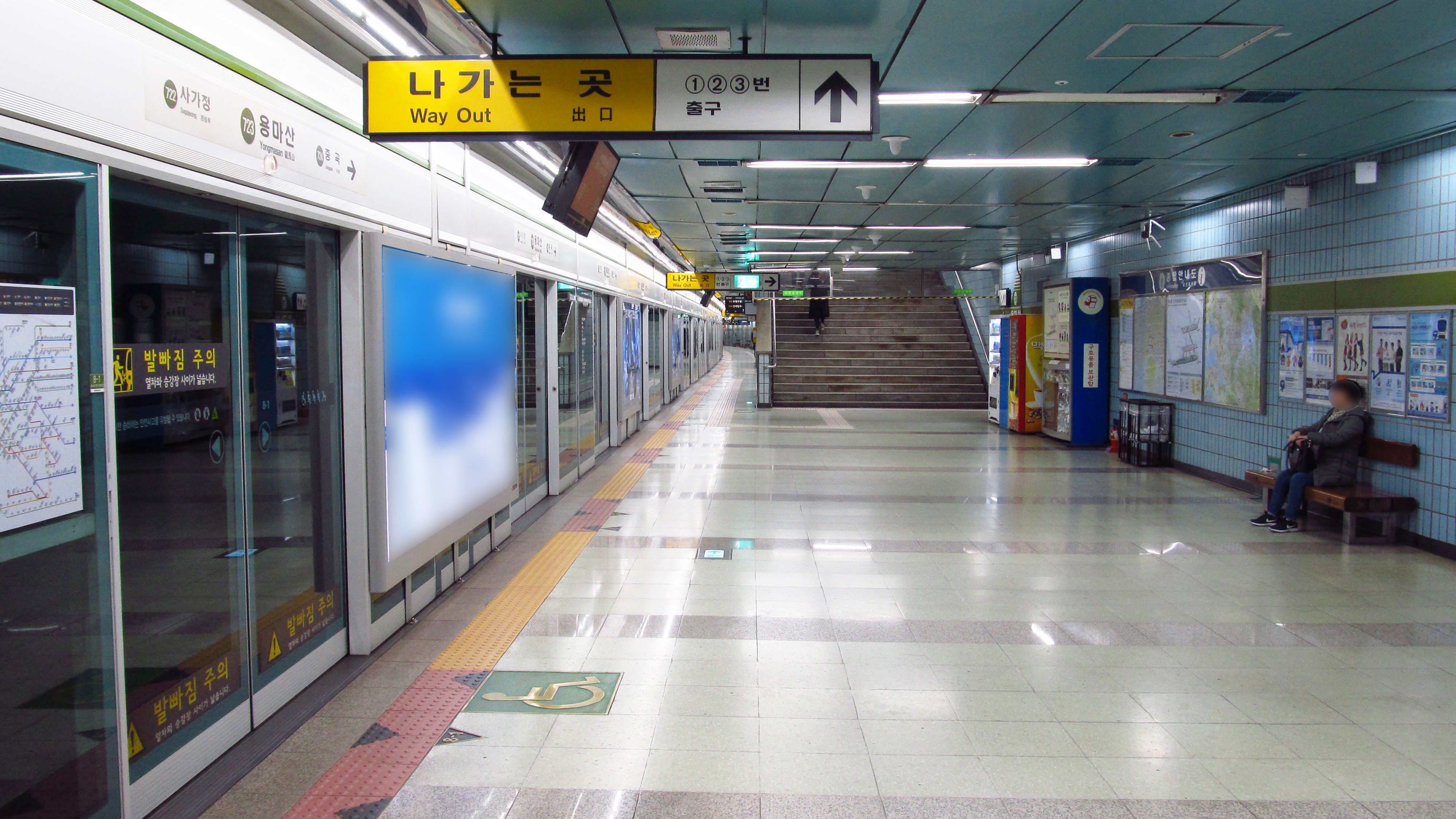
ホーム（2018年11月撮影）

龍馬山駅（ヨンマサンえき）は、大韓民国ソウル特別市中浪区面牧4洞にある、ソウル交通公社7号線の駅。駅番号は(723)。

## 駅構造
相対式ホーム2面2線を有する地下駅で、フルスクリーンタイプのホームドアが設置されている。改札階は地下1階、ホーム階が地下4階にあり、エレベータが設置されている。ただし、上り方面ホームにあるエレベータは地下3階までしか行かず、地下3階で改札階 - 下りホーム間のエレベータに乗り換える必要がある。改札口は1ヶ所あり、化粧室は改札外にある。
出入口は1番から3番までの合計3ヶ所ある。地上連絡用エレベータも存在する。

### のりば
- 案内上ののりば番号は設定されていない。

| 上り | 7号線 | 上鳳・蘆原・道峰山・長岩方面         |
| 下り | 7号線 | 君子・高速ターミナル・大林・温水方面 |

## 利用状況
近年の一日平均利用人員推移は下記のとおり。
| 路線  | 路線     | 2000年 | 2001年 | 2002年 | 2003年 | 2004年 | 2005年 | 2006年 | 2007年 | 2008年 | 2009年 | 出典  |
| ----- | -------- | ------ | ------ | ------ | ------ | ------ | ------ | ------ | ------ | ------ | ------ | ----- |
| 7号線 | 乗車人員 | 6,257  | 7,466  | 7,781  | 8,272  | 8,043  | 7,909  | 7,744  | 7,630  | 7,491  | 7,282  | [ 1 ] |
| 7号線 | 降車人員 | 5,545  | 6,459  | 6,738  | 7,246  | 7,087  | 7,014  | 6,862  | 6,718  | 6,657  | 6,549  | [ 1 ] |
| 7号線 | 乗降人員 | 11,802 | 13,924 | 14,520 | 15,518 | 15,131 | 14,922 | 14,606 | 14,348 | 14,148 | 13,831 | [ 1 ] |
| 路線  | 路線     | 2010年 | 2011年 | 2012年 | 2013年 | 2014年 | 2015年 |        |        |        |        | [ 1 ] |
| 7号線 | 乗車人員 | 7,325  | 7,282  | 6,864  | 6,643  | 6,528  | 6,524  |        |        |        |        | [ 1 ] |
| 7号線 | 降車人員 | 6,601  | 6,559  | 6,228  | 6,065  | 6,069  | 6,180  |        |        |        |        | [ 1 ] |
| 7号線 | 乗降人員 | 13,926 | 13,840 | 13,092 | 12,708 | 12,597 | 12,704 |        |        |        |        | [ 1 ] |

## 駅周辺
- 面南初等学校
- 面牧4洞住民センター
- 面牧4治安センター
- 面牧社会福祉館
- 龍馬瀑布公園
- 中浪青少年修練館
- 中浪区民会館
- 面牧洞リサイクルセンター
- 龍馬中学校
- 中谷初等学校
- 白華寺

## 歴史
- 1996年10月11日 - 開業。

## 隣の駅
ソウル交通公社
 7号線
四佳亭駅 (723) - 龍馬山駅 (723) - 中谷駅 (724)